# إدماج المتعدد الحواس
الإدماج متعدد الحواس (بالإنجليزية: Multisensory integration) المعروف أيضًا باسم الإدماج متعدد الوسائط (بالإنجليزية: multimodal integration)، هو دراسة كيفية تكامل المعلومات في الجهاز العصبي من الوسائط الحسية المختلفة (كالبصر والصوت واللمس والشم والحركة الذاتية والذوق). إن التمثيل المتماسك للأشياء التي تجمع بين الوسائط يمكّن الحيوانات من اختبار إدراك حسي ذي معنى. في الواقع، يعد الإدماج متعدد الحواس أمرًا أساسيًا للسلوك التكيفي لأنه يسمح للحيوانات بإدراك عالم من الكيانات الإدراكية المتماسكة. يتعامل الإدماج متعدد الحواس أيضًا مع كيفية تفاعل الوسائط الحسية المختلفة مع بعضها البعض وكيف تبدل عمل بعضها البعض.

## مقدمة عامة
الإدراك متعدد الوسائط هو الآلية التي تشكل فيها الحيوانات تصورًا متماسكًا وصحيحًا وقويًا من خلال معالجة المنبهات الحسية من الوسائط المختلفة. الدماغ محاط بأشياء متعددة ويتلقى تحفيزًا حسيًا متعددًا، ويواجه قرارًا بشأن كيفية تصنيف المنبهات الناتجة عن أشياء أو أحداث مختلفة في العالم المادي. وبالتالي، يكون الجهاز العصبي مسؤولًا عما إذا كان يجب دمج أو فصل مجموعات معينة من الإشارات الحسية المتزامنة بناءً على درجة التطابق المكاني والهيكلي لتلك المحفزات. تمت دراسة الإدراك متعدد الوسائط على نطاق واسع في العلوم المعرفية وعلوم السلوك وعلم الأعصاب.

### المنبهات والوسائط الحسية
ثمة أربع سمات للتحفيز: الوسيط الحسي، والشدة، والموقع، والمدة. تحتوي القشرة المخية الجديدة في دماغ الثدييات على مناطق تعالج بشكل أساسي المدخلات الحسية من وسيط واحد. على سبيل المثال، المنطقة البصرية الأولية V1، أو المنطقة الحسية الجسدية الأولية S1. تتعامل هذه المناطق في الغالب مع سمات التحفيز منخفضة المستوى كالسطوع والتوجه والشدة وما إلى ذلك. تحتوي هذه المناطق على روابط واسعة مع بعضها البعض بالإضافة إلى مناطق الارتباط العليا التي تعالج المنبهات ويعتقد أنها تدمج المدخلات الحسية من الوسائط المختلفة. ومع ذلك، فقد ثبت مؤخرًا حدوث تأثيرات متعددة الحواس في المناطق الحسية الأولية أيضًا.

### إشكالية الربط
يمكن اعتبار العلاقة بين إشكالية الربط والإدراك متعدد الحواس على أنها سؤال، إشكالية الربط؛ والحل المحتمل، الإدراك متعدد الحواس. نشأت إشكالية الربط من أسئلة معلّقة حول كيفية قيام الثدييات (خاصة الرئيسيات العليا) بتوليد تصور موحد ومتماسك لمحيطها من تنافر الموجات الكهرومغناطيسية والتفاعلات الكيميائية وتقلبات الضغط التي تشكل الأساس المادي للعالم من حولنا. جرى في البداية البحث في المجال البصري (اللون والحركة والعمق والشكل)، ثم في المجال السمعي، ومؤخرًا في المناطق متعددة الحواس. لذلك يمكن القول، أن إشكالية الربط أساسية للإدراك متعدد الحواس.
ومع ذلك، فإن اعتبارات كيفية تكوين التمثيلات الواعية الموحدة ليست محور التركيز الكامل لبحوث التكامل متعدد الحواس. من الواضح أنه من المهم أن تتفاعل الحواس من أجل زيادة كفاءة تفاعل الأشخاص مع البيئة. لكي تستفيد التجربة والسلوك الإدراكيان من التحفيز المتزامن للوسائط الحسية المتعددة، فإن إدماج المعلومات من هذه الوسائط الحسية ضروري. ستتم مستقبلًا دراسة بعض الآليات التي تتوسط هذه الظاهرة وتأثيراتها اللاحقة على العمليات المعرفية والسلوكية. غالبًا ما يُعرف الإدراك على أنه التجربة الواعية للفرد، وبالتالي فهو يجمع بين المدخلات من جميع الحواس ذات الصلة والمعرفة السابقة. يُعرّف الإدراك ويُدرس أيضًا من ناحية استخراج السمات الذي تفصله عن التجربة الواعية عدة مئات من الملي ثانية. على الرغم من وجود مدارس علم نفس غشتالتي تدعو إلى اتباع نهج شامل إزاء عمل الدماغ، فإن العمليات الفيزيولوجية الكامنة وراء تكوين الإدراك والتجربة الواعية لم تنل نصيبها من الدراسة إلى حد كبير. ومع ذلك، تستمر أبحاث علم الأعصاب في إثراء فهمنا للعديد من تفاصيل الدماغ، بما في ذلك البنى العصبية المتورطة في الإدماج متعدد الحواس كالأكيمة العلوية SC، والتركيبات القشرية المختلفة كالتلفيف الصدغي العلوي (GT) ومناطق الارتباط البصري والسمعي. على الرغم من معرفة بنية ووظيفة الأكيمة العلوية جيدًا، إلا أن القشرة والعلاقة بين الأجزاء المكونة لها تخضع حاليًا للبحث المكثف. في الوقت نفسه، مكّن الحافز الأخير تجاه الإدماج من البحث في الظواهر الإدراكية كتأثير التكلم البطني، والتوطين السريع للمنبهات وتأثير مكجورك ؛ ونتج عن البحث فهم أكثر شمولًا للدماغ البشري ووظائفه.

### تاريخ
أُجريت دراسات المعالجة الحسية عند البشر والحيوانات الأخرى تقليديًا كل حاسة على حدة، وحتى يومنا هذا، تقتصر العديد من الجمعيات والمجلات الأكاديمية إلى حد كبير على النظر في الوسائط الحسية بشكل منفصل («علم البصر»، «علم السمع» ...). ومع ذلك، ثمة أيضًا تاريخ طويل ومتوازي من البحث متعدد الحواس. ومن الأمثلة على ذلك تجارب ستراتون (1896) على التأثيرات الحسية الجسدية لارتداء النظارات الموشورية المشوهة للرؤية. أخذ يَرِد مؤخرًا في الماضي القريب ذكر التفاعلات متعددة الحواس أو التأثيرات المتقاطعة التي يتأثر فيها إدراك المنبه بوجود نوع آخر من المنبهات. راجعها هارتمان في كتاب أساسي حيث تمت الإشارة إلى عمل أوربانتشيتش في عام 1888 -من بين عدة مراجع لأنواع مختلفة من التفاعلات متعددة الحواس- الذي أبلغ عن تحسين حدة البصر بواسطة المنبهات السمعية لدى المرضى المصابين بتلف الدماغ. عُثر على هذا التأثير أيضًا لدى الأصحاء من قِبل كراكوف وهارتمان، بالإضافة إلى حقيقة أن حدة البصر يمكن تحسينها بواسطة نوع آخر من المنبهات. ومن الجدير بالذكر أيضًا حجم العمل الذي استعرضته لندن في أوائل الثلاثينيات حول العلاقات بين الحواس في الاتحاد السوفيتي. أحد الأبحاث المميزة حول تعدد الحواس هو العمل المكثف الذي قام به غونزالو في الأربعينيات حول توصيف متلازمة تعدد الحواس في المرضى الذين يعانون من آفات القشرة الجدارية القذالية. في هذه المتلازمة، تتأثر جميع الوظائف الحسية بشكل ثنائي متناظر على الرغم من كونها آفة أحادية الجانب إذ لم تتأثر المناطق الأولية. من سمات هذه المتلازمة النفوذية الكبيرة للتأثيرات المتصالبة بين المنبهات البصرية واللمسية والسمعية بالإضافة إلى الجهد العضلي لتحسين الإدراك وتقليل زمن رد الفعل. اكتُشف أن التحسن الذي طرأ على التأثير المتصالب أكبر عندما كان التحفيز الأولي المراد إدراكه أضعف، وعندما كانت الآفة القشرية أكبر. فسر المؤلف هذه الظواهر كمفهوم فيزيولوجي ديناميكي، ومن منظور قائم على التدرجات الوظيفية عبر القشرة وقوانين القياس للأنظمة الديناميكية، ما يبرز الوحدة الوظيفية للقشرة. وفقًا للتدرجات القشرية الوظيفية، تُوزع خصوصية القشرة تدرجيًا، ويكون تداخل التدرجات المحددة المختلفة مرتبطًا بالتفاعلات متعددة الحواس.
لاقى البحث متعدد الحواس مؤخرًا اهتمامًا وشعبية هائلين.

### مثال على التطابق المكاني الهيكلي
عندما نسمع صوت زامور سيارة، فإننا نحدد السيارة التي تطلق الزامور بالاعتماد على السيارة التي نراها الأقرب مكانيًا إلى صوت الزامور. إنه مثال متطابق مكانيًا من خلال الجمع بين المنبهات البصرية والسمعية. من ناحية أخرى، يُدمج الصوت والصورة لبرنامج تلفزيوني كمطابقة هيكلية من خلال الجمع بين المنبهات البصرية والسمعية. ومع ذلك، إذا كان الصوت والصور غير متسقان بشكل جيد، فسنقوم بفصل المنبهين. لذلك، لا ينبع التطابق المكاني أو الهيكلي من الجمع بين المنبهات فحسب، بل يُحدد أيضًا من خلال فهمنا له.